# تپه یوسقول دالو
تپه یوسقول دالو مربوط به دوران‌های تاریخی پس از اسلام است و در قزوین، شهرستان بوئین زهرا، روستای قره بلاغ واقع شده و این اثر در تاریخ ۲۴ فروردین ۱۳۸۲ با شمارهٔ ثبت ۸۱۷۶ به‌عنوان یکی از آثار ملی ایران به ثبت رسیده است.